# Мамедов, Джейхун Валех оглы
Джейхун Мамедов (азерб. Ceyhun Valeh oğlu Məmmədov; род. 28 января 1975, Шукюрбейли, Джебраильский район) — Депутат Милли Меджлиса Азербайджанской Республики VI и VII созывов, доктор философии по теологии.

## Биография
Джейхун Мамедов родился 28 января 1975 года в селе Шукурбейли Джебраильского района.

### Обучение
В 1991-1994 гг. он учился в Институте «Дават и Иршад» Исламского Комплекса Абу Нур в Сирийской Арабской Республике.
В 1994—1998 гг. на факультете «Приглашение в Ислам» он получил степень бакалавра по арабскому языку и религиоведению в Социалистической Народной Ливийской Арабской Джамахирии.
В 2000—2002 гг. он получил степень магистра по арабскому языку в Университете Хазар.

## Профессиональная деятельность
В 1998—2001 гг. он работал в Центре Исламских Исследований «Иршад» в качестве переводчика.
В 2001—2013 гг. старшим специалистом по Карабахской области в Государственном Комитете по работе с религиозными структурами Азербайджана.
В 2002—2006 гг. он был заведующим отделом Религиоведческой экспертизы, общественных отношений и аналитического образования, а так же редактором сборника общественного мнения «Государство и религия».
В 2012—2013 гг. работал переводчиком в Центре переводов «Avrasiya».
В 2013—2014 гг. работал старшим научным сотрудником в отделе истории религии и общественного мнения Института Востоковедения НАНА.
С 2015 года он работал старшим советником в отделе межнациональных отношений, мультикультурализма и религиозных вопросов Президентской Администрации Азербайджанской Республики.
В 2017—2018 гг. работал преподавателем в Азербайджанском Университете Языков.
В 2018-2020 гг. был ректором Азербайджанского Института Теологии.
В 2020 году был избран депутатом Милли Меджлиса.
В 2024 году на парламентских выборах в Азербайджане, которые состоялись 1 сентября, одержал победу в Джебраил-Губадлинском избирательном округе №120. Официально избран депутатом Милли Меджлиса Азербайджана седьмого созыва, первое заседание которого состоялось 23 сентября 2024 года.

## Научная деятельность
Он был диссертантом в Институте рукописей имени Мухаммеда Физули НАНА. Он защитил диссертацию на тему «Место произведения „Richanul-kəffəti fi bəyəni nubzətin min əxbəri əhlis-suffə“ в Исламе» по специальности Религиоведение в НАНА.

## Научные статьи
- «Роль Гейдара Алиева в установлении традиций религиозной толерантности в Азербайджане», «Гейдар Алиев и религиозная политика в Азербайджане: реалии и перспективы», Международная конференция, 3-4 апреля 2007 года.
- «Гейдар Алиев и Возвращение к национальным и духовным ценностям в Азербайджане», журнал «Государство и религия», Баку, 2008 (май).
- «Толерантность в Азербайджане», журнал «Государство и религия», Баку, 2006 (ноябрь).
- «Создание сект в исламе», журнал «Государство и религия», Баку, 2010 (март-апрель).
- «Роль информационных технологий в религиозном просвещении», журнал «Государство и религия», Баку, 2010 (июль-август).
- «Значение времени в жизни человека», журнал «Государство и религия», Баку, 2009 (февраль).
- «Ислам и здоровье человека», журнал «Государство и религия», Баку, 2007 (март).
- «Вакф (фонд) в исламе», журнал «Государство и религия», Баку, 2007 (июль).
- «Творчество Мухаммеда ас-Сахави», журнал «Научные исследования», Баку, 2004.
- «Мухаммед ас-Сахави об ахле ас-суффа», журнал «Нучные исследования», Баку, 2006.
- «Первый учебно-образовательный центр в исламе», журнал «Нучные исследования», Баку, 2006.
- «Священный Коран об ахле ас-суффа», журнал «Нучные исследования», Баку, 2006.
- «Забота пророка об ахле ас-суффа», журнал «Государство и религия», Баку, 2009 (июль-август).
- «Государственно-религиозные отношения в Азербайджане» журнал «Государство и религия», Баку, 2007 (март).
- «Свобода религии и вероисповедания в Азербайджанской Республике», журнал «Государственное управление и практика» , Баку, 2016.
- «Государственно-религиозные отношения в период Азербайджанской Демократической Республики», журнал «Государство и религия», Баку, 2016 (март).
- «Предотвращение религиозного экстремизма: текущая ситуация и угрозы», журнал «Государство и религия», Баку, 2016 (октябрь).
- «Толерантность в Азербайджане: история и современность», журнал «Государство и религия», Баку, 2016 (декабрь).
- "Государственно-религиозные отношения в Азербайджанской ССР а годы советской власти (1920—1927 гг.) журнал «Государство и религия», Баку, 2017 (апрель).
- «Религиозное образование в Азербайджане», журнал «Исследования религии», Баку, 2018, (декабрь).

## Назначение ректором
Азербайджанский Институт Теологии был создан согласно указу президента Азербайджанской Республики Ильхама Алиева от 9 февраля 2018 года. Указом Президента Азербайджанской Республики от 31 мая 2018 года доктор философии по теологии Мамедов Джейхун Валех оглы был назначен ректором Института.